# Plosorejo (Pucakwangi)
Plosorejo is een bestuurslaag in het regentschap Pati van de provincie Midden-Java, Indonesië. Plosorejo telt 1417 inwoners (volkstelling 2010).